# Сагайдак, Степан Григорьевич
Степан Григорьевич Сагайдак (укр. Степан Григорович Сагайдак, 1885—1919) — рабочий и революционер.

## Биография
Кадровый рабочий завода «Арсенал». Участник Октябрьского вооружённого восстания в 1917 и Январского вооружённого восстания в 1918. В 1919 возглавлял отряд, боровшийся против бандитизма и погиб в бою под Белой Церковью. Оставил потомство. Был похоронен возле могилы арсенальцев в Советском парке, позднее прах перенесён на кладбище Никольской слободки, в 1973 — на Лесное кладбище.

## Память
- Улица Сагайдака[укр.] — от проспекта 60-летия Октября до Панельной улицы[укр.], была названа с 1961 до 2016. До 1961 улица Сагайдака являлась частью улицы Чаадаева (укр. вулиця Чаадаєва).